# DHB-Pokal der Frauen
Der DHB-Pokal der Frauen ist der wichtigste deutsche Hallenhandball-Pokalwettbewerb für Frauenhandballmannschaften. Der DHB-Pokalsieger ist in der folgenden Saison zur Teilnahme am Europapokal der Pokalsieger berechtigt. In der DDR wurde bis 1991 der FDGB-Pokal ausgerichtet.

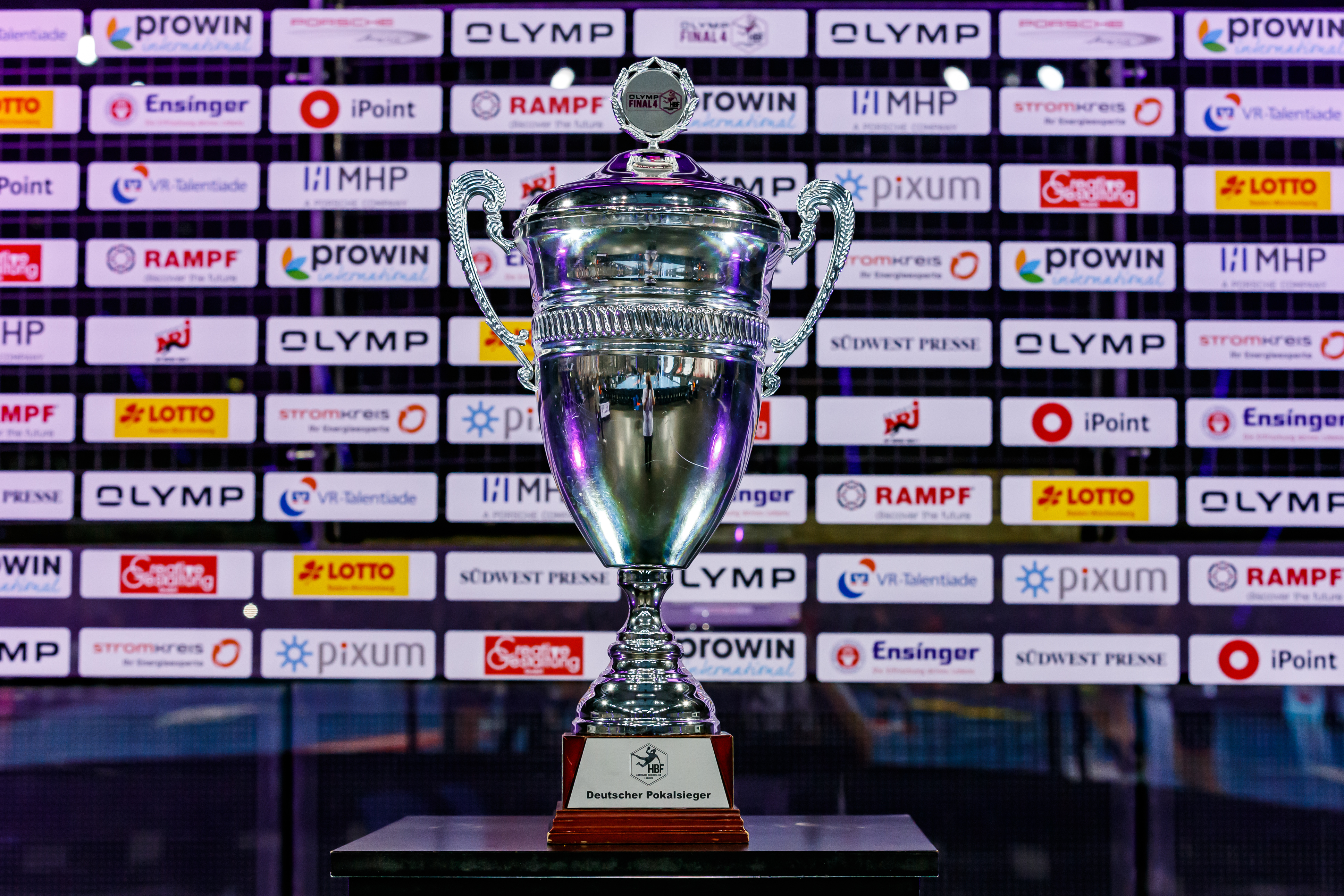
Der Pokal 2021 beim Final4

## DHB-Pokalsieger seit 1975
| Jahr | Verein               | Jahr | Verein              | Jahr | Verein               | Jahr | Verein            |
| ---- | -------------------- | ---- | ------------------- | ---- | -------------------- | ---- | ----------------- |
| 1975 | TSV GutsMuths Berlin | 1988 | VfL Engelskirchen   | 2001 | TV Mainzlar          | 2014 | HC Leipzig        |
| 1976 | TSV GutsMuths Berlin | 1989 | TV Lützellinden     | 2002 | Bayer 04 Leverkusen  | 2015 | Buxtehuder SV     |
| 1977 | TuS Eintracht Minden | 1990 | TV Lützellinden     | 2003 | FHC Frankfurt (Oder) | 2016 | HC Leipzig        |
| 1978 | TuS Eintracht Minden | 1991 | Bayer 04 Leverkusen | 2004 | 1. FC Nürnberg       | 2017 | Buxtehuder SV     |
| 1979 | TSV GutsMuths Berlin | 1992 | TV Lützellinden     | 2005 | 1. FC Nürnberg       | 2018 | VfL Oldenburg     |
| 1980 | Bayer 04 Leverkusen  | 1993 | TuS Walle Bremen    | 2006 | HC Leipzig           | 2019 | Thüringer HC      |
| 1981 | VfL Oldenburg        | 1994 | TuS Walle Bremen    | 2007 | HC Leipzig           | 2020 | kein Sieger       |
| 1982 | Bayer 04 Leverkusen  | 1995 | TuS Walle Bremen    | 2008 | HC Leipzig           | 2021 | SG BBM Bietigheim |
| 1983 | Bayer 04 Leverkusen  | 1996 | VfB Leipzig         | 2009 | VfL Oldenburg        | 2022 | SG BBM Bietigheim |
| 1984 | Bayer 04 Leverkusen  | 1997 | Borussia Dortmund   | 2010 | Bayer 04 Leverkusen  | 2023 | SG BBM Bietigheim |
| 1985 | Bayer 04 Leverkusen  | 1998 | TV Lützellinden     | 2011 | Thüringer HC         | 2024 | TuS Metzingen     |
| 1986 | VfL Engelskirchen    | 1999 | TV Lützellinden     | 2012 | VfL Oldenburg        | 2025 | HB Ludwigsburg    |
| 1987 | Bayer 04 Leverkusen  | 2000 | HC Leipzig          | 2013 | Thüringer HC         |      |                   |

### Rangliste der bisherigen Sieger
| Verein               | Titel | Jahre                                                |
| -------------------- | ----- | ---------------------------------------------------- |
| Bayer 04 Leverkusen  | 9     | 1980, 1982, 1983, 1984, 1985, 1987, 1991, 2002, 2010 |
| HC Leipzig           | 7     | 1996, 2000, 2006, 2007, 2008, 2014, 2016             |
| TV Lützellinden      | 5     | 1989, 1990, 1992, 1998, 1999                         |
| VfL Oldenburg        | 4     | 1981, 2009, 2012, 2018                               |
| TuS Walle Bremen     | 3     | 1993, 1994, 1995                                     |
| TSV GutsMuths Berlin | 3     | 1975, 1976, 1979                                     |
| Thüringer HC         | 3     | 2011, 2013, 2019                                     |
| SG BBM Bietigheim    | 3     | 2021, 2022, 2023                                     |
| 1. FC Nürnberg       | 2     | 2004, 2005                                           |
| TuS Eintracht Minden | 2     | 1977, 1978                                           |
| VfL Engelskirchen    | 2     | 1986, 1988                                           |
| Buxtehuder SV        | 2     | 2015, 2017                                           |
| Borussia Dortmund    | 1     | 1997                                                 |
| FHC Frankfurt (Oder) | 1     | 2003                                                 |
| TV Mainzlar          | 1     | 2001                                                 |
| TuS Metzingen        | 1     | 2024                                                 |
| HB Ludwigsburg       | 1     | 2025                                                 |

## DHB-Pokal-Endspiele 1975–1993
Die DHB-Pokalsieger wurden zwischen 1975 und 1993 auf unterschiedliche Weise ermittelt: mit einem Finale an einem meist neutralen Ort oder mit zwei Finals, das heißt mit Hin- und Rückspielen. Bis einschließlich 1977 war der Verlierer des Endspiels um die deutsche Meisterschaft für das Pokalendspiel gesetzt und die beiden Halbfinalverlierer der deutschen Meisterschaft ermittelten den zweiten Pokalfinalisten. Es gab keine weiteren Runden und auch keine Möglichkeit für den jeweiligen deutschen Meister, den Pokal zu gewinnen. Der Wettbewerb dienten in diesen Jahren einzig der Ermittlung eines Teilnehmers am Europapokal der Pokalsieger. Erst ab der Saison 1977/78 wurde eine komplette Pokalsaison mit Vorrunden und Landespokalen als Ausscheidungsrunden gespielt. 1987 wurde statt Halbfinale und Endspiel eine Punkterunde mit vier Teams (Bayer Leverkusen, TV Lützellinden, 1. FC Nürnberg und TSV Tempelhof-Mariendorf) über drei Tage (1. bis 3. Mai) in Gießen, Leverkusen und Unna ausgetragen. Am dritten und letzten Spieltag standen sich mit Leverkusen und Lützellinden die beiden Mannschaften gegenüber, die ihre beiden Auftaktspiele gewonnen hatten, so dass der TV Lützellinden als Unterlegener dieses Spiels und Zweiter des Turniers hier als „Finalist“ aufgeführt werden kann. Leverkusen gewann das entscheidende Spiel mit 22:16, Zweitligist Tempelhof-Mariendorf wurde durch ein 14:10 gegen Nürnberg Dritter.
In der Saison 1990/91 wurde ein gesamtdeutsches Pokalfinale zwischen den beiden deutschen Cupsiegern ausgespielt, um den deutschen Vertreter im Europapokal 1991/92 zu ermitteln. DHB-Pokalsieger Bayer 04 Leverkusen besiegte dabei FDGB-Pokalsieger TSC Berlin nach Hin- und Rückspiel mit 45:42 (Einzelergebnisse 24:18 und 21:24).
| Saison | Sieger               | 1. Spiel | 2. Spiel | Finalist              |
| ------ | -------------------- | -------- | -------- | --------------------- |
| 1975   | TSV GutsMuths Berlin | 8:6      | –        | TSV Rot-Weiß Auerbach |
| 1976   | TSV GutsMuths Berlin | 13:70    | –        | Bayer 04 Leverkusen   |
| 1977   | TuS Eintracht Minden | 18:10    | –        | TSV Rot-Weiß Auerbach |
| 1978   | TuS Eintracht Minden | 27:10    | –        | TuS Metzingen         |
| 1979   | TSV GutsMuths Berlin | 14:80    | –        | Bayer 04 Leverkusen   |
| 1980   | Bayer 04 Leverkusen  | A 22:10  | H 24:60  | TuS Metzingen         |
| 1981   | VfL Oldenburg        | A 11:18  | H 15:80  | Holstein Kiel         |
| 1982   | Bayer 04 Leverkusen  | A 20:17  | H 20:11  | SSC Südwest 1947      |
| 1983   | Bayer 04 Leverkusen  | A 20:15  | H 22:14  | VfL Sindelfingen      |
| 1984   | Bayer 04 Leverkusen  | H 28:12  | A 21:13  | VfL Sindelfingen      |
| 1985   | Bayer 04 Leverkusen  | A 18:22  | H 25:17  | VfL Engelskirchen     |
| 1986   | VfL Engelskirchen    | A 19:13  | H 17:16  | Bayer 04 Leverkusen   |
| 1987   | Bayer 04 Leverkusen  | (22:16)  | Endrunde | TV Lützellinden       |
| 1988   | VfL Engelskirchen    | H 13:12  | A 20:17  | Bayer 04 Leverkusen   |
| 1989   | TV Lützellinden      | A 21:21  | H 28:20  | VfL Oldenburg         |
| 1990   | TV Lützellinden      | H 31:23  | A 18:19  | Buxtehuder SV         |
| 1991   | Bayer 04 Leverkusen  | H 28:25  | A 22:22  | TV Lützellinden       |
| 1992   | TV Lützellinden      | H 32:19  | A 18:19  | TuS Walle Bremen      |
| 1993   | TuS Walle Bremen     | H 23:17  | A 14:17  | TV Lützellinden       |

## DHB-Pokal-Finalrunden seit 1994
Seit 1994 werden Halbfinale und Finale an einem Ort und an einem Wochenende entschieden. Am so genannten Final Four nehmen die Sieger der Viertelfinalspiele teil und ermitteln den DHB-Pokalsieger. Dabei werden die beiden Halbfinalbegegnungen am ersten und das Finale am unmittelbar darauf folgenden Tag gespielt. Die ersten drei Final-Four-Turniere fanden in Bremen, Lützellinden und nochmals Bremen statt. Von 1997 bis 2010 wurde die Endrunde in Riesa ausgetragen, anschließend dreimal in Göppingen. Von 2014 bis 2017 war einer der teilnehmenden Vereine Gastgeber (2× Leipzig, Hamburg, Bietigheim-Bissingen), seit 2018 ist die Porsche-Arena in Stuttgart unter dem Sponsorennamen OLYMP Final4 Austragungsort.

### Final Four 1994 in Bremen
Halbfinale
- TuS Walle Bremen – TV Mainzlar 32:20
- Borussia Dortmund – TV Lützellinden 28:20

Spiel um Platz 3
- TV Lützellinden – TV Mainzlar 31:23

Finale
- TuS Walle Bremen – Borussia Dortmund 35:25

### Final Four 1995 in Lützellinden
Halbfinale
- TV Lützellinden – Borussia Dortmund 28:21
- TuS Walle Bremen – Bayer 04 Leverkusen 31:20

Finale
- TuS Walle Bremen – TV Lützellinden 23:22

Bemerkenswert: Eine Woche zuvor, am letzten Spieltag der Bundesliga, gewann Walle gegen Lützellinden mit 21:20 (12:9). Walle führte ständig, aber Tabellenführer Lützellinden schaffte in der 58. Minute den 20:20-Ausgleich. Dies hätte zum Titelgewinn gereicht. Doch ausgerechnet die Ex-Lützellinderin Marlies Waelzer erzielte eine Sekunde vor Spielende den 21:20-Siegtreffer für den neuen deutschen Meister TuS Walle Bremen.

### Final Four 1996 in Bremen
Halbfinale
- Buxtehuder SV – TSG Wismar 27:18 (8:5)
- VfB Leipzig – TuS Walle Bremen 28:27 (14:13)

Finale
- VfB Leipzig – Buxtehuder SV 23:22 (14:10)

### Final Four 1997 in Riesa
Halbfinale
- Borussia Dortmund – VfB Leipzig 28:22
- TV Lützellinden – TuS Walle Bremen 30:26

Spiel um Platz 3
- VfB Leipzig – TuS Walle Bremen 32:26 (16:12)

Finale
- Borussia Dortmund – TV Lützellinden 24:22 (14:15)

### Final Four 1998 in Riesa
Halbfinale
- TV Lützellinden – Buxtehuder SV 29:21 (15:13)
- Borussia Dortmund – FHC Frankfurt (Oder) 27:26 (11:11)

Finale
- TV Lützellinden – Borussia Dortmund 32:21 (14:9)

### Final Four 1999 in Riesa
Halbfinale
- TV Lützellinden – Borussia Dortmund 23:21 (12:6)
- SG Minden/Minderheide – FHC Frankfurt (Oder) 25:24

Spiel um Platz 3
- Borussia Dortmund – FHC Frankfurt (Oder) 25:24 (15:13)

Finale
- TV Lützellinden – SG Minden/Minderheide 30:29 n. V. (23:23, 12:13)

### Final Four 2000 in Riesa
Halbfinale
- TV Mainzlar – TV Lützellinden 31:27 (15:14)
- HC Leipzig – TuS Metzingen 35:29 (19:9)

Spiel um Platz 3
- TV Lützellinden – TuS Metzingen 29:26 (17:12)

Finale
- HC Leipzig – TV Mainzlar 30:25 (19:11)

### Final Four 2001 in Riesa
Halbfinale
- Bayer 04 Leverkusen – TV Lützellinden 34:29
- TV Mainzlar – Borussia Dortmund 30:21

Finale
- TV Mainzlar – Bayer 04 Leverkusen 45:44 n.S. (43:43, 38:38, 35:35, 31:31, 27:27, 15:15)

(Nach dreimaligem Siebenmeterschießen, wobei Mainzlars Monika Ludmilová in diesem denkwürdigen Finale insgesamt 27 Tore erzielte)
Die Ergebnisse der Finalrunden ab der Saison 2001/02 können den Einzelartikeln über die jeweilige Pokalsaison entnommen werden.